# Isabel Briggs Myers
Pour les articles homonymes, voir Briggs et Myers.
Isabel Briggs Meyers, née le 18 octobre 1897 à Washington et morte le 5 mai 1980, est une romancière américaine, cocréatrice avec sa mère (Katherine Cook Briggs), du Myers-Briggs Type Indicator (MBTI). Plus tard, elle entre en collaboration avec Mary McCaulley et poursuit avec elle des expérimentations liées à la méthode, mais aussi des recherches pour approfondir les connaissances du MBTI.  

## Années de formation
Isabel Briggs-Myers a grandi à Washington D.C. où sa mère, Katherine Cook-Briggs, lui apprenait à lire et écrire. Son père, Lyman J. Briggs, était physicien et devint directeur de l'antenne de Washington du National Bureau of Standards : il lui communiqua sa passion pour les études statistiques. I. Briggs-Myers n'avait donc bénéficié que d'une formation rudimentaire lorsqu'elle s'inscrivit en sciences politiques au Swarthmore College. Là, elle fit connaissance avec un étudiant en droit, Clarence « Chief » Myers : ils se marièrent en 1918.

## Influences
Dans le numéro (posthume) de juin 1980 de son journal MBTI News, Briggs-Myers révéla qu'elle avait été initiée à l’œuvre de C.-G. Jung par sa mère. Inspirée par les idées du psychiatre suisse, Briggs-Myers lança une enquête dans les journaux, qui allait déboucher sur la classification MBTI. Elle proposait aux lecteurs un questionnaire censé les aider à déterminer le profil qui leur permettrait de réussir dans la vie. Pour sa typologie des caractères humains, Jung s'était fondé sur trois oppositions : extraversion/introversion, bon sens/intuition, et pensée/sentiment. Briggs Myers y ajouta une quatrième opposition : jugement/perception.
Au début de la Seconde Guerre mondiale, Briggs-Myers caressait l'espoir de résorber les conflits entre les individus en les aidant à se comprendre mieux. Elle observa que plusieurs employés du secteur militaire n'aimaient pas leur travail et s'intéressa à leur expérience personnelle. Puis en 1945, le doyen de la George Washington School of Medicine autorisa Briggs-Myers et sa mère à faire passer leur test MBTI aux étudiants de première année : cela représentait un total de 5 500 individus. Briggs-Myers en analysa les résultats en recherchant les facteurs discriminants entre « bons » et « mauvais » étudiants.

## La romancière
En 1928, Isabel Briggs-Myers participa au concours du meilleur roman policier américain avec un manuscrit intitulé Murder Yet to Come : elle remporta le premier prix, d'un montant de 7 500 $, et son roman parut en 1929. Ce roman s'appuie sur les connaissances de l'auteur en psychologie.
Par son succès, Isabel Briggs-Myers se voyait commander un second roman policier : c'est ainsi qu'elle écrivit Give Me Death, où réapparaissent les mêmes enquêteurs que dans Murder Yet to Come. Il s'agit d'une famille du Sud des États-Unis dont les membres se suicident l'un après l'autre en apprenant qu'ils ont du sang noir,. Ce second roman, publié en 1934, a été jugé durement par la critique.

## Publications
- Myers, I. (1995) Gifts differing:Understanding personality type. Davies-Black Publishing, U.S.  (ISBN 0-89106-074-X)
- Myers, I. (1990) Introduction to Type: A Description of the Theory and Applications of the Myers-Briggs Type Indicator. Center for Applications of Psychological Type Inc  (ISBN 0-935652-06-X)

## Articles
Saunders, F. W. (1991) Katharine and Isabel: Mother's Light, Daughter's Journey. Davies-Black Publishing, U.S.  (ISBN 0-89106-049-9)  A biography of Katharine Cook Briggs and Isabel Briggs Myers.